# Oncicola pomatostomi
Oncicola pomatostomi är en hakmaskart som först beskrevs av Johnston och John Burton Cleland 1912.  Oncicola pomatostomi ingår i släktet Oncicola och familjen Oligacanthorhynchidae. Inga underarter finns listade i Catalogue of Life.